# Rex 84
Rex 84 — prescurtarea de la Pregătirea Exercițiului 1984 (engleză Readiness Exercise 1984) — este un plan al guvernului federal al Statelor Unite pentru a-și testa capacitatea de a reține un număr cât mai mare de cetățeni americani în caz de tulburări civile sau de urgență națională. 